# Petr Chelčický
Petr Chelčický, né vers 1390 à Chelčice et mort dans la même ville vers 1460, est un écrivain et penseur religieux tchèque, l'une des principales personnalités de la Réforme tchèque.

## Biographie
Il a pu être rapproché du mouvement hussite, mais contrairement à celui-ci, il développe le concept de non-résistance au mal et à l'oppression. Il prêche, comme d'autres théologiens de son temps, un retour aux idéaux de l'Église originelle et apporte également une critique radicale de la société féodale. Chelčický a rapidement influencé le mouvement des Frères tchèques.
Ses œuvres majeures sont Sur la lutte spirituelle, Sur la triple division de la société, ainsi que la Postille ou Livre d'explications salvatrices pour lectures dominicales de toute l'année (1434-1441) et le Filet de la vraie foi (1433-1440).

## Honneur
L'astéroïde (363623) Chelčický porte son nom.